# 楠木正時
楠木 正時（くすのき まさとき）は、南北朝時代の武将。楠木正成の次男で、正行の弟、正儀の兄。正平3年/貞和4年1月5日（1348年2月4日）、四條畷の戦いで南朝軍の副将として戦い、総大将の兄と共に討死した。

## 生涯
正平3年/貞和4年1月5日（1348年2月4日）、南朝の楠木正行と北朝の高師直の間で、四條畷の戦いが発生。正行と共に弟も戦死した（『園太暦』『阿蘇文書』）。諱は不明だが、その通称は「次郎」である（『薩摩旧記』）。
一次史料から確実にわかるのは以上が全てであり、諱や享年すら不明である。時代が近い二次史料としては、諱は洞院公定『尊卑分脈』から「正時」と確認することができる。通称の漢字はこちらでは「二郎」となっている。
なお、『観心寺文書』中に、正平4年8月29日付左衛門尉（花押）橋本九郎左衛門入道宛の書状および正平5年4月13日付左衛門尉（花押）観心寺寺僧宛の執達状があり、観心寺の寺伝はこれを正時のものと伝えているが、時期から言って実際は弟の楠木正儀のものである。
明治22年（1889年）、四條畷神社が建立され、その祭神の一柱となった。大正3年11月19日贈正四位。
　

## 登場作品
桜嵐記（宝塚歌劇・月組公演）（2021年、演：鳳月杏）